# August Cappelen
August Cappelen, né le 1er mai 1827 à Skien et mort le 8 juillet 1852 à Düsseldorf, est un peintre norvégien national-romantique.

## Galerie

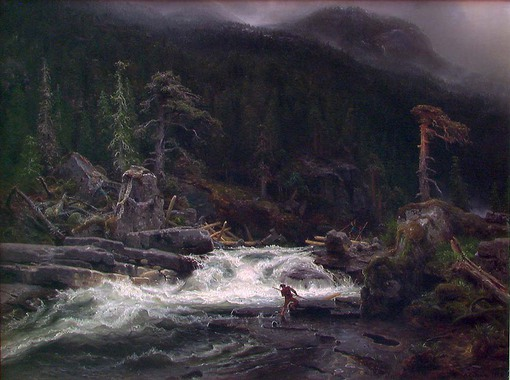
Chute d’eau à Telemark
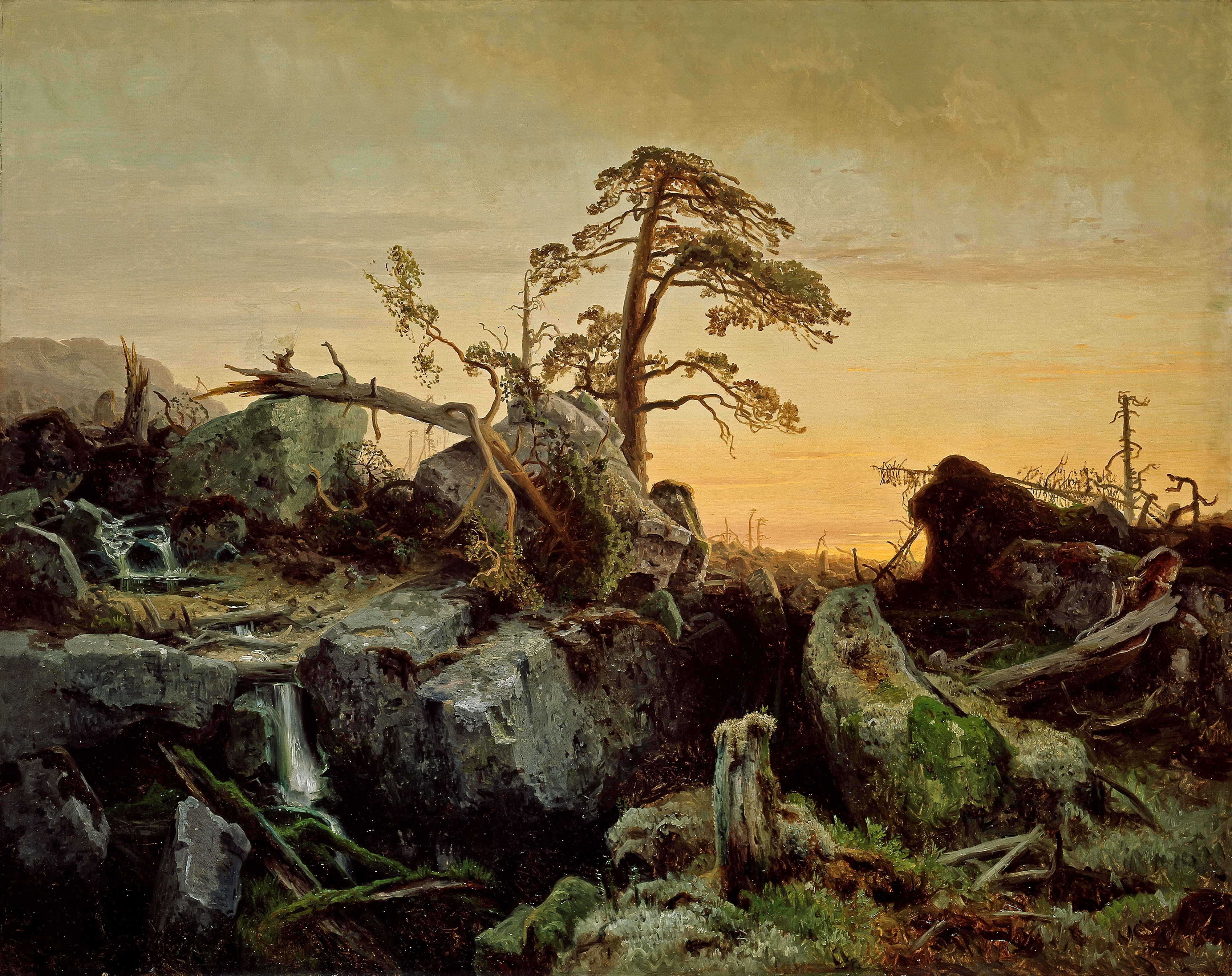
Forêt en décomposition